# Jerzy Zápolya
Jerzy Zápolya (ur. luty 1495, zm. 29 sierpnia 1526) – żupan Spisza.
Był synem Stefana Zápolyi i Jadwigi cieszyńskiej. W 1504 roku zaręczył się z Elżbietą Korwin, córką Jana i wnuczką króla węgierskiego Macieja, ale ta wkrótce zmarła. Poległ w 1526 roku w bitwie pod Mohaczem.